# Подснежник кавказский
Подснежник кавказский (лат. Galanthus caucasicus) — вид растений из рода Подснежник семейства Амариллисовые (Amaryllidaceae).

## Ботаническое описание
Многолетнее луковичное растение до 20 см высотой. Длина луковицы составляет 2,5 — 4 см, диаметр — 1,5 — 2 см. Листья растения линейные и зеленые с восковым налётом. Длина листьев колеблется от 4 до 8 см до цветения и увеличивается до 10 — 18 см после цветения. Цветки длиной 1,7 — 2,5 см и шириной 0,8 — 1,5 см. Внешние лепестки белые, однако на внутренних сегментах лепестков имеется зеленое пятно. Плод — мясистая коробочка с семенами, снабженными сочными придатками. Время цветения — январь, февраль и март.

## Распространение и экология
Естественный ареал охватывает большую часть Европы и некоторые части Азии (Иран, Ливан, Сирия, Палестина и Турция.
Был завезён во многие части света за пределами своего родного ареала. Интродуцирован в Швеции, Великобритании и Северной Америке.
Произрастает в лиственных лесах, по опушкам, на лугах и горных местностях (640—1300 м н. ур. м.).
Также можно встретить в искусственных местах обитания, таких как церковные дворы, сады и обочины дорог.

## Использование
Используется как декоративное растение в садах и на парковых клумбах.
Содержит алкалоид галантамин. Выделенный алкалоид может быть использован для успешного лечения болезни Альцгеймера легкой или средней степени тяжести. Галантамин также использовался для лечения травм нервной системы и для прерывания беременности.